# Juuso Pärssinen
Pour les articles homonymes, voir Pärssinen.
Juuso Pärssinen (né le 1er février 2001 à Hämeenlinna en Finlande) est un joueur professionnel finlandais de hockey sur glace. Il évolue au poste d'attaquant.

## Biographie
Il est le fils de Timo Pärssinen.

### Carrière en club
Formé au Timrå IK, il rejoint les équipes de jeunes du TPS Turku, et joue se premiers matchs avec le TPS dans la Liiga en 2019. Il est choisi au 7e tour, en 210e position par les Predators de Nashville lors du repêchage d'entrée dans la LNH 2019. Il part en Amérique du Nord en 2022 et est assigné aux Admirals de Milwaukee, club-école des Predators dans la Ligue américaine de hockey. Le 12 novembre 2022, il joue son premier match avec les Predators dans la Ligue nationale de hockey face aux Rangers de New York et marque son premier but.
Les Predators l'échangent à l'Avalanche du Colorado en compagnie d'un choix de 7e tour au repêchage de 2026. En retour, les Predators reçoivent l'espoir Ondrej Pavel et un choix de 3e tour en 2027.
Quelques mois plus tard, il doit refaire ses valises alors qu'il est impliqué dans un échange à cinq joueurs entre les Rangers de New York et les l'Avalanche. Pärssinen prend la direction de la grosse pomme le 1er mars 2025, accompagné du défenseur Calvin de Haan et de choix conditionnels de 2e et 4e tour en 2025. En retour, l'Avalanche obtient le défenseur Ryan Lindgren et l'attaquant Jimmy Vesey, les deux joueurs étant à leur dernière année de contrat. De plus, l'Avalanche acquiert les droits de l'espoir Hank Kempf.

### Carrière internationale
Il représente la Finlande au niveau international. Il prend part aux sélections jeunes.

## Statistiques

### En club
| Saison     | Équipe                 | Ligue      |    | Saison régulière | Saison régulière | Saison régulière | Saison régulière | Saison régulière |   | Séries éliminatoires | Séries éliminatoires | Séries éliminatoires | Séries éliminatoires | Séries éliminatoires |
| Saison     | Équipe                 | Ligue      | PJ | B                | A                | Pts              | Pun              | PJ               | B | A                    | Pts                  | Pun                  |                      |                      |
| 2018-2019  | TPS                    | Liiga      | 7  | 1                | 0                | 1                | 0                | -                | - | -                    | -                    | -                    |                      |                      |
| 2019-2020  | TPS                    | Liiga      | 31 | 5                | 7                | 12               | 4                | -                | - | -                    | -                    | -                    |                      |                      |
| 2020-2021  | TPS                    | Liiga      | 55 | 8                | 34               | 42               | 36               | 13               | 1 | 7                    | 8                    | 4                    |                      |                      |
| 2021-2022  | TPS                    | Liiga      | 41 | 9                | 23               | 32               | 8                | 18               | 4 | 8                    | 12                   | 20                   |                      |                      |
| 2021-2022  | Admirals de Milwaukee  | LAH        | 0  | 0                | 0                | 0                | 0                | 9                | 1 | 2                    | 3                    | 2                    |                      |                      |
| 2022-2023  | Admirals de Milwaukee  | LAH        | 10 | 2                | 7                | 9                | 8                | -                | - | -                    | -                    | -                    |                      |                      |
| 2022-2023  | Predators de Nashville | LNH        | 45 | 6                | 19               | 25               | 15               | -                | - | -                    | -                    | -                    |                      |                      |
| 2023-2024  | Admirals de Milwaukee  | LAH        | 36 | 7                | 18               | 25               | 18               | 14               | 1 | 8                    | 9                    | 0                    |                      |                      |
| 2023-2024  | Predators de Nashville | LNH        | 44 | 8                | 4                | 12               | 12               | 1                | 0 | 0                    | 0                    | 0                    |                      |                      |
| 2024-2025  | Predators de Nashville | LNH        | 15 | 2                | 3                | 5                | 0                | -                | - | -                    | -                    | -                    |                      |                      |
| 2024-2025  | Avalanche du Colorado  | LNH        | 22 | 2                | 4                | 6                | 8                | -                | - | -                    | -                    | -                    |                      |                      |
| Totaux LNH | Totaux LNH             | Totaux LNH | 89 | 14               | 23               | 37               | 27               | 1                | 0 | 0                    | 0                    | 0                    |                      |                      |

### En équipe nationale
| Année | Compétition                          |   | PJ | B | A | Pts | Pun | +/-                |  | Résultat |
| 2019  | Championnat du monde moins de 18 ans | 5 | 1  | 1 | 2 | 2   | -3  | Septième place     |  |          |
| 2021  | Championnat du monde junior          | 7 | 2  | 2 | 4 | 0   | -1  | Médaille de bronze |  |          |